# Adelinów
Adelinów (prononciation [adɛˈlinuf]) est une localité de la gmina de Sulejów, du powiat de Piotrków, dans la voïvodie de Łódź, située dans le centre de la Pologne.
Elle se situe à environ 8 kilomètres au sud de Sulejów (siège de la gmina), 19 kilomètres au sud-est de Piotrków Trybunalski (siège du powiat) et 63 kilomètres au sud-est de Łódź (capitale de la voïvodie).

## Administration
De 1975 à 1998, la localité était attachée administrativement à l'ancienne voïvodie de Piotrków.

Depuis 1999, elle fait partie de la nouvelle voïvodie de Łódź.